# Rödhalsad köttbagge
Rödhalsad köttbagge (Necrobia ruficollis) är en skalbaggsart som först beskrevs av Fabricius 1775.  Rödhalsad köttbagge ingår i släktet Necrobia och familjen brokbaggar. Enligt den svenska rödlistan är arten sårbar i Sverige. Arten förekommer i Götaland, Öland och Svealand. Artens livsmiljö är stadsmiljö, jordbrukslandskap. Inga underarter finns listade i Catalogue of Life.

## Bildgalleri

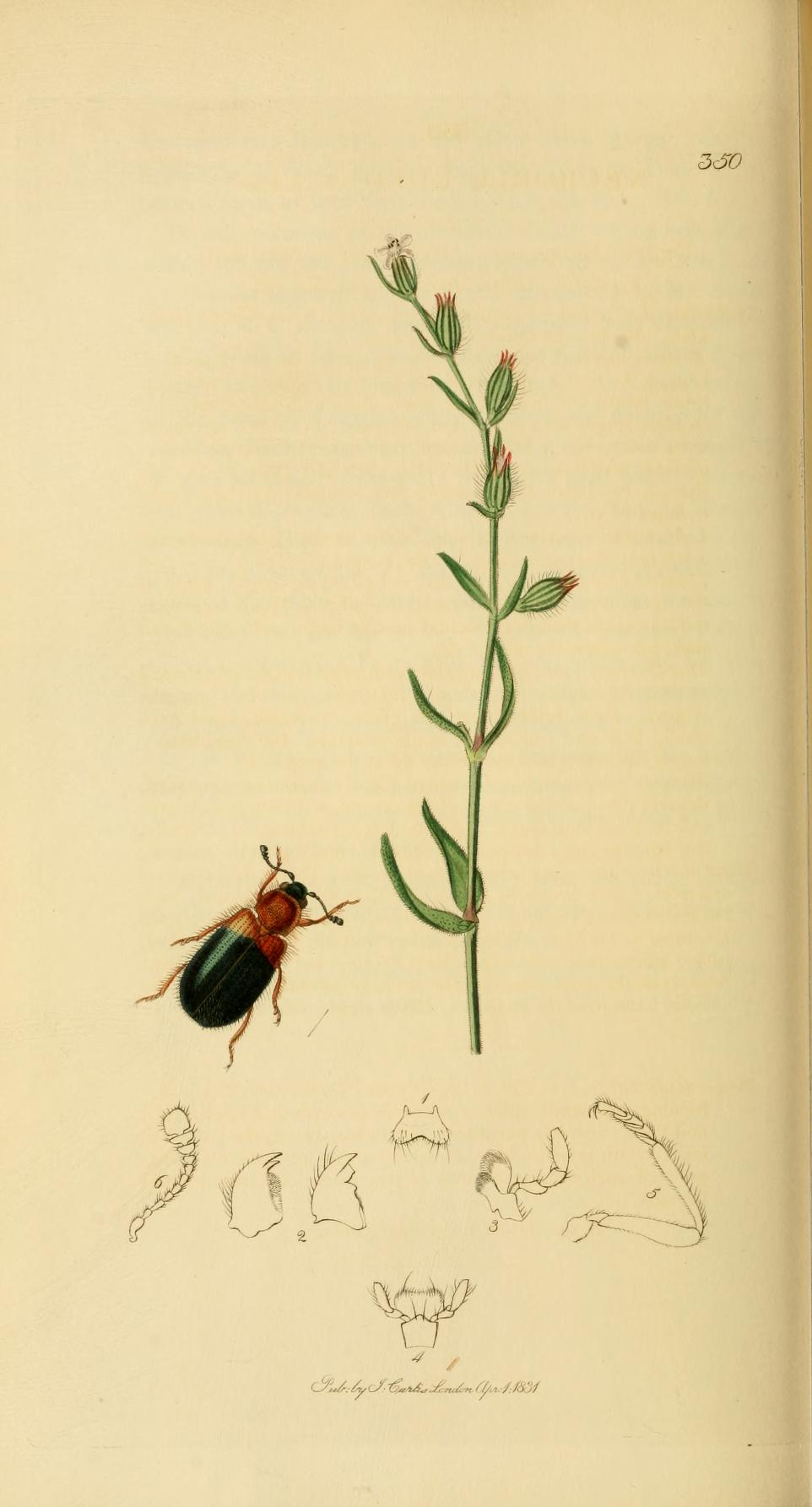